# Elecciones generales de Paraguay de 2008
Las elecciones generales de Paraguay de 2008 fueron el quinto comicio nacional desde el golpe de Estado que puso fin a la dictadura de Alfredo Stroessner en febrero de 1989. Según la organización política de Paraguay, en estas elecciones nacionales se eligieron presidente, vicepresidente, 45 senadores, 80 diputados y los gobernadores de los departamentos. Además, por primera vez se votaron representantes parlamentarios ante el Mercosur.
El organismo encargado de organizar, ejecutar y vigilar dichas elecciones fue el Tribunal Superior de Justicia Electoral (TSJE), la máxima autoridad de la justicia electoral paraguaya. Inicialmente en estas elecciones se pensó usar urnas electrónicas brasileñas, pero la creciente desconfianza de los partidos opositores hacia el TSJE obligó a regresar al sistema de papeletas electorales. 
Las elecciones, según el TSJE, fueron ganadas por Fernando Lugo, de la Alianza Patriótica para el Cambio, con el 41%, venciendo a la candidata oficialista colorada Blanca Ovelar y a Lino Oviedo. Siendo la primera eleccion de carácter presidencial del periodo democrático ganada por un candidato opositor quien se convirtió en el primer presidente no Colorado en 61 años 

## Inicio del proceso electoral
El 18 de mayo de 2007 el TSJE estableció el calendario de actividades. A diferencia de anteriores elecciones, el tribunal decidió adelantar la fecha, estableciendo al 20 de abril de 2008 para la votación.

### Nueva elección interna del TSJE
Los ministros del TSJE designaron autoridades para su tribunal, que actuaron hasta el 31 de diciembre de 2008, siendo elegido presidente Rafael Dendia Aguayo y vicepresidente Juan Manuel Morales Soler Estas designaciones fueron criticadas por los partidos opositores, que denunciaron que tanto Dendia como Morales respondían al partido de gobierno. Incluso Martín Almada denunció que Morales era espía de la dictadura de Alfredo Stroessner. Por ello Morales querelló a Almada.
Las elecciones para elegir al presidente de la República del Paraguay fueron convocadas el 20 de abril de 2008, para nombrar al sucesor del presidente saliente Nicanor Duarte Frutos.

## Candidatos

### Oficialismo
El presidente en el cargo Nicanor Duarte Frutos, perteneciente al Partido Colorado, organización que había estado en el poder sin interrupción durante más de seis décadas,  impedido por la Constitución de postularse para la reelección apoyó finalmente a Blanca Ovelar, de su misma corriente Movimiento Progresista Colorado, en primarias en las que resultó derrotado Luis Castiglioni, vicepresidente del propio Duarte pero de una corriente interna distinta: Vanguardia Colorada.

### Oposición
La oposición muy débil y fragmentada desde la restauración democrática con la caída del dictador Alfredo Stroessner en 1989, había repuntado especialmente a partir de las elecciones de 2003, en las cuales los colorados obtuvieron menos del 40% de los votos y perdieron la mayoría absoluta.
Entre los principales candidatos opositores se encontraba el obispo católico Fernando Lugo, quien enarbolando la bandera del cambio --una ideología cercana a la Teología de la Liberación--, consiguió el apoyo de la segunda agrupación del país, el Partido Liberal Radical Auténtico, de tendencia socioliberal, que junto a otras formaciones centristas e izquierdistas conformaron la plataforma electoral Alianza Patriótica para el Cambio.
El ex colorado Lino Oviedo, vetado en participar en las anteriores elecciones, pudo por fin postular su candidatura en estas elecciones, por su partido Unión Nacional de Ciudadanos Éticos, una escisión del Partido Colorado.
El empresario Pedro Fadul, postulado igualmente en las elecciones anteriores, donde obtuvo  buenos resultados, repitió candidatura al fracasar las negociaciones de una postulación única de la oposición al "coloradismo".

### Tabla de candidatos
| Lista    | Candidato Presidente                             | Candidato Vicepresidente            | Partidos                                           |
| -------- | ------------------------------------------------ | ----------------------------------- | -------------------------------------------------- |
| Lista 1  | Blanca Margarita Ovelar Valiente de Duarte (ANR) | Carlos María Santacruz Sosa (ANR)   | Asociación Nacional Republicana (Partido Colorado) |
| Lista 5  | Sergio Martínez Estigarribia (PHP)               | Gladys Teresa Notario Cortaza (PHP) | Partido Humanista de Paraguay                      |
| Lista 6  | Fernando Armindo Lugo Méndez (PDC)               | Luis Federico Franco Gómez (PLRA)   | Alianza Patriótica para el Cambio                  |
| Lista 7  | Gral. (R) Lino César Oviedo Silva (UNACE)        | Nicolás Godofredo Lüthold Feldmann  | Unión Nacional de Ciudadanos Éticos (UNACE)        |
| Lista 8  | Pedro Nicolás María Fadul Niella(PPQ)            | Ronaldo Dietze Junghanns            | Partido Patria Querida                             |
| Lista 14 | Julio César López Benítez (PT)                   | Cynthia Fernández Recalde (PT)      | Partido de los Trabajadores                        |
| Lista 50 | Horacio Enrique Eduardo Galeano Perrone (MTP)    | Raúl Venancio Torres Segovia        | Movimiento Tetã Pyahu                              |

## Resultados

### Presidente y vicepresidente
| Lista    | Candidatos a presidente y vicepresidente                                            | Partidos                                           | Votos   | Porcentaje |
| -------- | ----------------------------------------------------------------------------------- | -------------------------------------------------- | ------- | ---------- |
| Lista 1  | Blanca Margarita Ovelar Valiente de Duarte (ANR), Carlos María Santacruz Sosa (ANR) | Asociación Nacional Republicana (Partido Colorado) | 540.553 | 31.02%     |
| Lista 5  | Sergio Martínez Estigarribia (PHP), Gladys Teresa Notario Cortaza (PHP)             | Partido Humanista de Paraguay                      | 5852    | 0.34%      |
| Lista 6  | Fernando Armindo Lugo Méndez (PDC), Luis Federico Franco Gómez (PLRA)               | Alianza Patriótica para el Cambio                  | 774.968 | 41.12%     |
| Lista 7  | Gral. (R) Lino César Oviedo Silva (UNACE), Nicolás Godofredo Lüthold Feldmann       | Unión Nacional de Ciudadanos Éticos (UNACE)        | 386.571 | 22.04%     |
| Lista 8  | Pedro Nicolás María Fadul Niella(PPQ), Ronaldo Dietze Junghanns                     | Partido Patria Querida                             | 41004   | 2.37%      |
| Lista 14 | Julio César López Benítez (PT), Cynthia Fernández Recalde (PT)                      | Partido de los Trabajadores                        | 2288    | 0.13%      |
| Lista 50 | Horacio Enrique Eduardo Galeano Perrone (MTP), Raúl Venancio Torres Segovia         | Movimiento Tetã Pyahu                              | 2788    | 0.16%      |
|          |                                                                                     | Votos en blanco                                    | 34588   | 1.46%      |
|          |                                                                                     | Votos nulos                                        | 25297   | 2.00%      |
|          |                                                                                     | Total de Votos                                     | 1726906 | 100.00%    |

La participación en las elecciones fue del 65.64%, siendo 2,861,940 los ciudadanos habilitados al voto.

### Congreso y Parlasur
|                                                |                                                 |                                                |
| ---------------------------------------------- | ----------------------------------------------- | ---------------------------------------------- |
| Partido Colorado: 15 escaños                   | Partido Colorado: 30 escaños                    | Partido Colorado: 6 escaños                    |
| Partido Liberal Radical Auténtico: 14 escaños  | Partido Liberal Radical Auténtico: 27 escaños   | Partido Liberal Radical Auténtico: 6 escaños   |
| Unión Nacional de Ciudadanos Éticos: 9 escaños | Unión Nacional de Ciudadanos Éticos: 15 escaños | Unión Nacional de Ciudadanos Éticos: 4 escaños |
| Partido Patria Querida: 4 escaños              | Partido Patria Querida: 3 escaños               | Partido Patria Querida: 1 escaño               |
| Partido País Solidario: 1 escaño               | Alianza Patriótica para el cambio: 2 escaños    | Partido Popular Tekojoja : 1 escaño            |
| Partido Popular Tekojoja : 1 escaño            | Partido Popular Tekojoja : 1 escaño             |                                                |
| Partido Democrático Progresista: 1 escaño      |                                                 |                                                |
|                                                | Alianza Departamental Boqueron: 1 escaño        |                                                |
|                                                | Partido Democrático Progresista: 1 escaño       |                                                |

### Gobernaciones Departamentales
|                                                    |
| -------------------------------------------------- |
| Partido Colorado: 9 gobernaciones                  |
| Partido Liberal Radical Auténtico: 7 gobernaciones |
| Alianza Departamental Boqueron: 1 gobernación      |